# あけぼの町 (苫小牧市)
あけぼの町（あけぼのちょう）は、北海道苫小牧市にある町名。
現行行政地名はあけぼの町一丁目からあけぼの町五丁目。住居表示実施済み。

## 地理
苫小牧市の東部に位置し、東は字沼ノ端（飛地）、西は新明町、南は拓勇東町、拓勇西町、新開町北は字植苗、字高丘と接している。

## 歴史
1983年（昭和58年）、字明野地区の苫小牧環状線北側に市街地の区域拡張を図るため、住居表示を実施することになった。
この地域は北明野と呼ばれていて、準工業団地として工場、事業所の多い地域であった。
同年9月14日、住居表示審議会を開き、市はこの地が曙団地と呼ばれていることから「あけぼの町」を提案し、その後の協議で正式に決定した。
同年12月の市議会で議決され、1984年（昭和59年）9月1日、新明町と共に住居表示が実施された。

## 世帯数と人口
2025年（令和7年）7月末現在の世帯数と人口は以下の通りである。
| 町丁             | 世帯数 | 人口 |
| ---------------- | ------ | ---- |
| あけぼの町一丁目 | 2      | 2    |
| あけぼの町二丁目 | 0      | 0    |
| あけぼの町三丁目 | 4      | 4    |
| あけぼの町四丁目 | 0      | 0    |
| あけぼの町五丁目 | 1      | 1    |
| 計               | 5      | 5    |

## 小・中学校の学区
市立小・中学校に通う場合、学区は以下の通りとなる。
|                  | 小学校               | 中学校               |
| ---------------- | -------------------- | -------------------- |
| あけぼの町一丁目 | 苫小牧市立拓勇小学校 | 苫小牧市立青翔中学校 |
| あけぼの町二丁目 | 苫小牧市立拓進小学校 | 苫小牧市立青翔中学校 |
| あけぼの町三丁目 | 苫小牧市立美園小学校 | 苫小牧市立明野中学校 |
| あけぼの町四丁目 | 苫小牧市立美園小学校 | 苫小牧市立明野中学校 |
| あけぼの町五丁目 | 苫小牧市立美園小学校 | 苫小牧市立明野中学校 |

## 交通

### 道路
- 国道36号
- 国道235号
- 北海道道781号苫小牧環状線

### 鉄道
- 最寄り駅は沼ノ端中央のJR北海道「沼ノ端駅」

## 施設

### 一丁目
- 篠田自工[11]
- 三ッ輪運輸 苫小牧支店[12]
- 北海自動車工業 タイヤ部苫小牧店[13]
- apollostation 36号苫小牧東インターSS [14]（東日本宇佐美[15]）

### 二丁目
- 札幌トヨタ自動車営業本部第2受渡センター[16]
- 北海道ふそう 苫小牧支店[17]

### 三丁目
- 太平洋フェリー北海道支店（貨物部）[18]
- 北海道エネルギー輸送[19]
- 三ッ輪商会苫小牧事業所[20]
- 北海交通[21]
- 札樽自動車運輸 苫小牧支店

### 四丁目
- 鈴与札幌事業所苫小牧物流センター[22]
- ヤマチコーポレーション苫小牧パネル工場[23]
- 明野北公園[24]
- JU室蘭オートオークション会場[25]

### 五丁目
- 北海道センコー苫小牧車輌センター[26]
- ホクト[27]
  - 北海道営業課
  - 苫小牧きのこセンター
- ニヤクコーポレーション
  - 北海道支店
  - 苫小牧事業所
- 北海道福山通運 苫小牧支店[28]

### 過去に存在した施設
- スズキ納整センター苫小牧[29]

## その他

### 日本郵便
- 郵便番号
  - （3～5丁目）：053-0056[3]（集配局：苫小牧郵便局[30]）。
  - （1・2丁目）：059-1366[4]（集配局：苫小牧郵便局[30]）。

### 警察
管轄する警察署、交番・派出所は以下の通りである。
| 丁目・字 | 警察署       | 交番・派出所 |
| -------- | ------------ | ------------ |
| 全域     | 苫小牧警察署 | 沼ノ端北交番 |